# 배용순
배용순(裵用順, 1907년 8월 15일 ~ 1988년 7월 10일)은 일제강점기의 독립운동가이며 교육자인 윤봉길의 아내이다.

## 생애
배용순은 1922년 16세에 자신보다 1살 어린 윤봉길과 결혼하였다. 윤봉길과의 사이에서 첫째아들 윤종, 셋째아들 윤담 두 아들을 두었으며 둘째아들과 외동딸은 어려서 모두 홍역으로 인하여 죽고 1932년 윤봉길이 일제에 의해서 처형당한 뒤에 시부모를 부양하고 아들과 함께 살아왔다. 당시 장남 윤종(尹淙)은 세 살이었고, 막내 윤담(尹淡)은 수태 중이었다. 셋째아들이자 막내인 담은 아홉살때 복막염으로 죽었다.
1982년 배용순 여사는 국민훈장 목련장을 받았다. 1984년 장남 윤종 사후, 며느리와 손자들과 함께 노년을 보내던 중 1988년 7월 10일 서울 동작구 상도3동 자택에서 숙환으로 향년 82세로 별세했다.
효창공원에서 사회장으로 영결식후 충청남도 덕산 시량리 충의사 후록에 안장되었다.

## 사후
- 남편 윤봉길이 1932년 순국한 뒤 종부로서 20여 년간 시부모를 극진히 모시고 자식을 키우며 가정을 지켰다.
- 1982년부터 배용순을 기리기 위한 ‘배용순 효부상’ 등 각종 시상식이 제정되어 열리고 있다.[5]

## 가족
- 남편 : 윤봉길(尹奉吉, 1908년 6월 21일 ~ 1932년 12월 19일)
  - 장남 : 윤종(1927년 ~ 1984년 4월 22일), 1남 6녀를 둠
  - 자부 : 김옥남
    - 손녀: 윤주경(尹柱卿)
    - 손자: 윤주웅(尹柱雄, 1974~)

  - 차남 : 윤경(1928년 ~ 1929년) - 1929년 두 살때 홍역으로 병사
  - 딸: 윤안순(1929년 ~ 1929년) - 1929년 아직 만나이 한살바기도 채 아니 되어 홍역으로 병사
  - 삼남 : 윤담(1930년 ~ 1938년) - 덕산보통학교 1년 중퇴 후 1938년 아홉 살때 복막염으로 병사

## 같이 보기
- 윤봉길
- 한인애국단
- 김구